# Epizonora
Epizonora is een geslacht van vlinders van de familie snuitmotten (Pyralidae), uit de onderfamilie Pyralinae.

## Soorten
- E. bertrami Lucas, 1939
- E. poliopastalis Hampson, 1906
- E. speciosalis Christoph, 1885